# Willem Minderman
Willem Minderman (Leiden, 13 augustus 1910 - Den Haag, 24 juli 1985) was een beeldend kunstenaar van de Nieuwe Haagse School.

## Opleiding
Willem Minderman werd in 1910 in Leiden geboren. Als dertienjarige begon hij zijn loopbaan als huisschilder. Op zijn vrije zaterdagmiddagen volgde hij privé-tekenlessen, onder anderen bij Eduard Houbolt. Vervolgens ging hij naar de dagopleiding van de Koninklijke Academie van Beeldende Kunsten in Den Haag. Daar kreeg hij les van onder anderen Arend Hendriks en Henk Meijer. Daarnaast volgde hij lessen op het atelier van Arnold Smith.

## Huwelijk
In 1938 trouwde hij met Johanna Klein. Ze kenden elkaar al jaren, maar door de crisisjaren was het voor hen niet mogelijk eerder te trouwen. En voordat er gehuwd werd wilde Minderman eerst lid worden van de kunstenaarsvereniging Pulchri Studio. Dat gebeurde in 1937.
Voor het kersverse echtpaar braken op financieel gebied moeilijke tijden aan. Minderman werd voor militaire dienst opgeroepen. Aanvankelijk was hij in Den Helder gelegerd en vervolgens in Ypenburg. Inmiddels was hun dochter Conny geboren. Het gezin dook onder in het Limburgse plaatsje Thorn.
Om zijn hoofd boven water te houden werd hij zoals zovelen tijdens de oorlog lid van de Kultuurkamer, waardoor hij na de bevrijding voor enige tijd een expositieverbod kreeg opgelegd.

## Werk

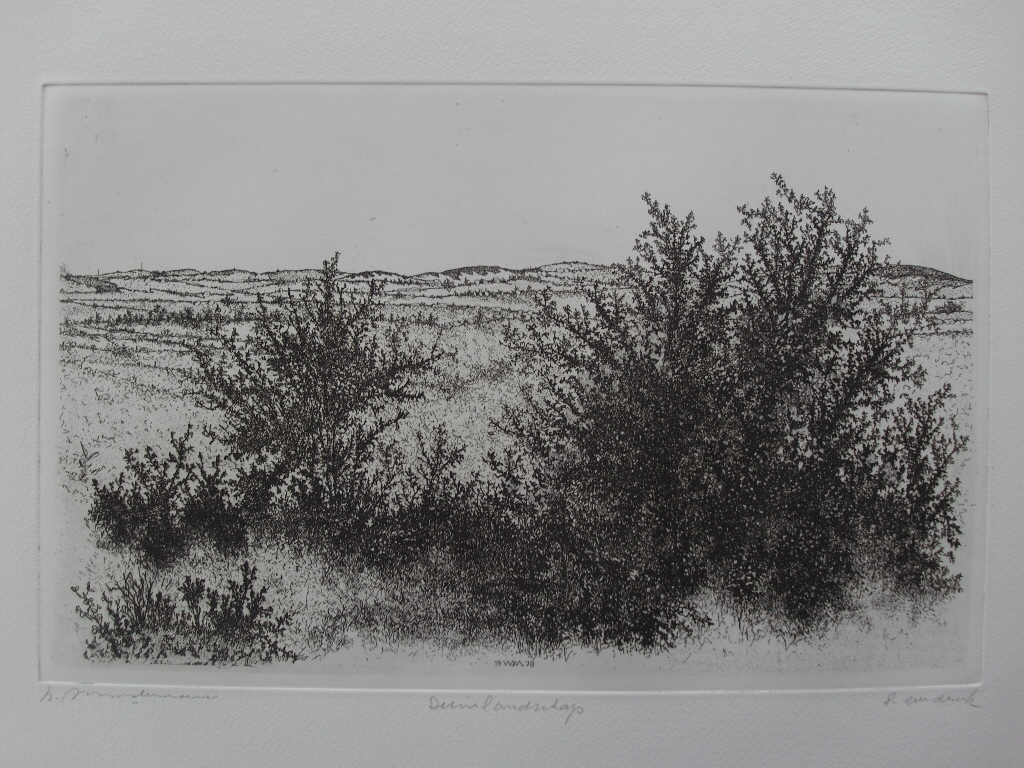
Duinlandschap, 1978 door Willem Minderman

Minderman was schilder, tekenaar en etser.
Zijn vroege werk kenmerkt zich door een veelheid van invloeden.
Hij had een grote bewondering voor het werk van de Italiaanse schilder Giorgio Morandi en van de Amerikaanse schilder Mark Rothko, maar ook Matthijs Maris, de Italiaanse schilder uit de Renaissance Mantegna en de Franse 19e-eeuwse schilder Henri Fantin-Latour behoorden tot zijn favorieten.
Door zijn bewondering voor zoveel uiteenlopende kunstenaars is het niet verwonderlijk dat het voor hem moeilijk was zelf tot een eigen manier van uitdrukking te komen. Soms bereikte hij een resultaat dat hem tevreden stelde, maar over het algemeen was hij nogal wat somber over zijn eigen werk.
In 1955 werd Stadsherstel Den Haag opgericht. Hiervoor maakte Minderman voor de Stichting Monumentenfonds twee etsen van de Oude Molstraat, die tevens het logo van Stadsherstel Den Haag vormen.
Na de oorlog kreeg hij diverse opdrachten. Samen met Theo Bitter en Jos van den Berg maakte hij muurschilderingen. In zijn stillevens is een duidelijke invloed van Morandi zichtbaar.

## Eigen stijl
Een eigen stijl bereikte hij dan ook vooral in zijn talloze tekeningen (meestal in de duinen getekend, waarvoor hij een speciaal pasje had) en in zijn etsen, vooral die hij later voor de De Haagse Etsclub maakte.
Juist door zijn beperking tot zwart en wit zou hij tot een grote rijkdom aan uitdrukkingsmogelijkheden komen. Het niveau van dat werk was hoog en evenwichtig en zijn zoektocht naar een eigen stijl werd daarmee meer dan beloond.

## Docent en adviseur
Om van een regelmatig inkomen verzekerd te zijn, ging Minderman lesgeven aan de Koninklijke Academie van Beeldende Kunsten in Den Haag. Daar ontwikkelde hij zich als een markante figuur, een geliefd docent en een persoon die zeer aanwezig was. Hij heeft er 25 jaar gewerkt en talloze leerlingen opgeleid met een aantal van wie hij later ook De Haagse Etsclub zou vormen.
Daarnaast was hij actief betrokken bij Pulchri Studio en het Gemeentemuseum in Den Haag. Door zijn gedegen materiaalkennis en goede verstandhouding met directeur Wijsenbeek was hij betrokken bij het restauratiewerk en aankoopbeleid, wat het museum o.a. de collectie Mondriaan (de Slijper-collectie) zou opleveren.

## De Haagse Etsclub
Tussen Dirk van Gelder en Minderman, beiden docent aan de Academie, was inmiddels een hechte vriendschap gegroeid. Ze bespraken elkaars werk en wisselden wetenswaardigheden uit.
Dat heeft er zeker toe geleid dat, toen Simon Koene, leerling van beiden, met het plan kwam een Schelpenboekje met echte etsen te maken, ze gretig toehapten. Het zou uiteindelijk tot een jarenlang samenwerkingsverband leiden en in 1984 tot de oprichting van De Haagse Etsclub.

## Tentoonstellingen en collecties
Minderman nam deel aan vele tentoonstellingen, met name die door De Haagse Etsclub georganiseerd werden, zoals in het Gemeentemuseum Den Haag, het Drents Museum in Assen, het Gemeentemuseum in Arnhem en het Institut Néerlandais in Parijs.
In 2008 werd bij Pulchri een tentoonstelling gehouden van Minderman, Herman Berserik en Dirk van Gelder.
Zijn werk bevindt zich in het Prentenkabinet van het Rijksmuseum in Amsterdam, het Gemeentemuseum Den Haag en in vele particuliere collecties.

## Overlijden
In 1985 ging Minderman met galeriehouder Jan Nieuwenhuizen Segaar, bij wie Minderman boven een atelier had, naar Kopenhagen om daar de Cobra-kunstenaar Henry Heerup te bezoeken. Hij is ziek naar Nederland teruggekeerd, niet hersteld en spoedig daarna overleden. Velen zullen zich hem blijven herinneren als een markante persoonlijkheid, wiens naam als mens en kunstenaar voor eeuwig aan Den Haag verbonden zal blijven.

## Werk
- Achter het huis, gesigneerd, 1940, olieverf, foto
- De bocht van de Nieuwe Uitleg, 1940, ets, foto [dode link]
- Vos en Tuinstraat, gesigneerd, ets, eigen druk, foto [dode link]